# Liolaemus eleodori
Liolaemus eleodori är en ödleart som beskrevs av  José Miguel Cei 1985. Liolaemus eleodori ingår i släktet Liolaemus och familjen Tropiduridae. Inga underarter finns listade i Catalogue of Life.